# Alfredo Martinelli
Alfredo Martinelli (7 de marzo de 1899 – 11 de noviembre de 1968) fue un actor teatral y cinematográfico de nacionalidad italiana.
Nacido y fallecido en Siena, Italia, actuó en más de cien producciones cinematográficas entre 1916 y 1967, parte de ellas en la época del cine mudo.

## Selección de su filmografía
- The White Sister, de Henry King (1923)
- Romola, de Henry King (1924)
- Gli ultimi giorni di Pompei (1926)
- La lanterna del diavolo, de Carlo Campogalliani (1931)
- La cantante dell'Opera, de Nunzio Malasomma (1932)
- La segretaria privata, de Goffredo Alessandrini (1933)
- La signora di tutti, de Max Ophuls (1934)
- Fermo con le mani!, de Gero Zambuto (1937)
- La danza dei milioni, de Camillo Mastrocinque (1940)
- Una romantica avventura, de Mario Camerini (1940)
- Taverna rossa, de Max Neufeld (1940)
- La pantera nera, de Domenico Gambino (1942)
- L'avventura di Annabella, de Leo Menardi (1943)
- La domenica della buona gente, de Anton Giulio Majano (1953)
- La rivale, de Anton Giulio Majano (1955)
- Perfide ma belle, de Giorgio Simonelli (1959)

## Televisión
- La sera del sabato, con Gianni Bonagura, Aldo Silvani y Alfredo Martinelli. Dirección de Anton Giulio Majano, 25 de febrero de 1955.
- Una tragedia americana (1962).